# Acne cistica
L'acne cistica è una severa forma di acne nodulare.
L'acne nodulo-cistica si caratterizza per la comparsa al volto e/o tronco di noduli e/o cistisottocutanei, infiammati a volte anche conglobati tra loro. È una manifestazione che spesso, inevitabilmente, crea un disagio sociale, soprattutto psicologico, e il cui trattamento richiede un approccio specialistico dermatologico mirato.
Colpisce prevalentemente in età adolescenziale.

## Terapia
Si somministrano antibiotici o isotretinoina nelle forme più gravi.

## Prognosi
Se non trattata lascia spesso profonde cicatrici sulla pelle e disagio psicologico.